# Alejandra Orozco Loza
Alejandra Orozco Loza (Zapopan, Jalisco, 19 de abril de 1997) es una exclavadista mexicana.Integró la delegación mexicana en los Juegos Olímpicos de París 2024.

## Trayectoria
En su primera participación en Juegos Olímpicos Alejandra ganó junto a Paola Espinosa la medalla de plata en Londres 2012 en la modalidad de plataforma 10 metros sincronizado femenino, convirtiéndose en la medallista olímpica mexicana más joven de la historia con tan solo 15 años de edad.
Asimismo, en 2014 compitió en los Juegos Olímpicos de la Juventud de Nankín 2014, obteniendo la medalla de oro. En la Serie Mundial de Clavados Edimburgo Escocia 2013, celebrada el domingo 21 de abril de 2013, la clavadista jalisciense sumó 367.45 puntos en la plataforma de 10 metros y se quedó en el tercer lugar con la medalla de bronce.
Clasificó a los Juegos Olímpicos de Tokio 2020 en las disciplinas de plataforma 10 metros individual femenil y clavados sincronizados. Ganó junto a Gabriela Agúndez medalla de bronce en clavados sincronizados. En la final de plataforma 10 metros individual obtuvo el sexto lugar general con 322.05 puntos. Junto con Agúndez participará en el Campeonato Mundial de Fukuoka 2023, en Japón.

## Palmarés internacional
| Juegos Olímpicos | Juegos Olímpicos       | Juegos Olímpicos  | Juegos Olímpicos |
| Año              | Lugar                  | Medalla           | Competición      |
| ---------------- | ---------------------- | ----------------- | ---------------- |
| 2012             | Londres ( Reino Unido) | Medalla de plata  | Plataforma 10 m  |
| 2020             | Tokio ( Japón)         | Medalla de bronce | Plataforma 10 m  |